# Stanisław Kościelecki (1460–1534)
Stanisław Kościelecki herbu Ogończyk (ur. 1460, zm. 27 grudnia 1534) – starosta nieszawski od 1490 r., starosta człuchowski od 1493 r., kasztelan inowrocławski w latach 1501–1511, wojewoda inowrocławski w latach 1511–1520, starosta malborski od 1512 r., starosta sztumski w latach 1513–1530, starosta bydgoski od 1515 r., starosta gniewkowski od 1515 r., starosta jasieniecki w latach 1508–1534, wojewoda brzeskokujawski w latach 1520–1522, hetman ziem pruskich od 1517 r., wojewoda sieradzki w latach 1522–1523, wojewoda kaliski w latach 1523–1525, wojewoda poznański od 1525 r., starosta świecki, starosta tucholski.

## Życiorys
Urodził się w 1460 w Kościelcu k. Inowrocławia – gnieździe rodowym Kościeleckich. Był synem Jana – wojewody inowrocławskiego, właściciela wielu starostw na Kujawach i w Prusach Królewskich. Jego braćmi byli: Andrzej – podskarbi wielki koronny oraz Mikołaj – wojewoda brzeskokujawski.
Nic nie wiadomo o jego dzieciństwie i młodości. Dobrą pozycję życiową w pewnym stopniu zawdzięczał ojcu oraz bratu Andrzejowi. Szybko piął się po szczeblach kariery politycznej. U schyłku lat 80. XV w. występował z tytułem starosty nieszawskiego, w 1493 r. był starostą człuchowskim, a w 1501 r. został kasztelanem inowrocławskim. Król Aleksander Jagiellończyk nazywał go swym dworzaninem. W 1503 r. był posłem królewskim na sejmik prowincjonalny w Kole. Podpisał dyplom elekcji Zygmunta I Starego na króla Polski i wielkiego księcia litewskiego na sejmie w Piotrkowie 8 grudnia 1506 roku.
Poseł na sejm piotrkowski 1511 roku z województwa inowrocławskiego. W 1511 r. objął stanowisko wojewody inowrocławskiego i pełnił je do 1520 r. Od 1512 r. był starostą malborskim. Naprawił mury zamkowe. Opatrywał zamki w Prusach Królewskich. Dbał o bezpieczeństwo na drogach. W 1513 r. był delegatem króla do księcia pomorskiego Bogusława X na ślub jego syna Jerzego z Amelią, córką Filipa platyna reńskiego. Posłował również do Albrechta wielkiego mistrza krzyżackiego.
Groźba wybuchu wojny z Zakonem sprawiła, że w marcu 1517 r. otrzymał nominację królewską na hetmana ziem pruskich. Po wybuchu ostatniej wojny z zakonem krzyżackim w listopadzie 1520 r. gościł na zamku bydgoskim przez miesiąc króla Zygmunta Starego, który uczestniczył w Sejmie odbytym w kole obozowym. Zimą 1520 r. obronił linię Wisły przed oddziałami niemieckimi wysłanymi z Brandenburgii, idącymi na pomoc Krzyżakom, zapobiegając połączeniu się sił nieprzyjacielskich. Tym samym przyczynił się do osłabienia Zakonu, który zmuszony został do wystąpienia o rozejm.
W nagrodę otrzymał urząd wojewody brzeskokujawskiego (1520–1522). W latach 1522–1523 był także wojewodą sieradzkim, a w latach 1523–1525 wojewodą kaliskim.
W lutym 1525 r. wraz z innymi posłami królewskimi udał się do Szczecina, gdzie zawarto traktaty przyjaźni z Jerzym I i Barnimem IX – książętami pomorskimi oraz z Henrykiem III – księciem meklemburskim. Prawdopodobnie za tę udaną misję otrzymał nominację na stanowisko wojewody poznańskiego. W 1525 r. był również jednym z komisarzy królewskich wysłanych do Gdańska. W 1530 r. uczestniczył w uroczystościach koronacyjnych Zygmunta Augusta.
Pełniąc wysokie urzędy nie zaniedbywał spraw majątkowych. Dziedzicząc z braćmi: Andrzejem i Mikołajem wielkie dobra, zabiegał o ich utrwalenie i powiększenie. Zdołał skupić w swoich rękach wiele królewszczyzn. Prowadził z powodzeniem transakcje majątkowe i operacje finansowe. W 1501 r. wydzierżawił od torunian udzielone im przez króla prawo budowy mostu pomiędzy Toruniem, a Dybowem i prawo wyłączności przeprawy przez Wisłę na tym odcinku. Od brata Mikołaja wykupił w 1508 r. dobra jasinieckie. W 1513 r. wykupił z rąk biskupa warmińskiego Fabiana Luzjańskiego starostwo sztumskie, które następnie w 1530 r. zamienił na człuchowskie. W tym okresie zarządzał też majątkiem swych bratanic, córek Mikołaja, których został opiekunem po śmierci ojca. Po śmierci brata Andrzeja w 1515 r. odziedziczył jego majątki wraz z opieką nad bratanicą Beatą. Należne jej sumy zabezpieczył na Bydgoszczy.
Stanisław Kościelecki był osobą wykształconą, o dość szerokich zainteresowaniach. Przyjaźń łączyła go ze znanymi humanistami, m.in.: Janem Dantyszkiem, dyplomatą i poetą oraz Piotrem Tomickim, biskupem krakowskim.
Zmarł 25 grudnia 1534 r., gdy wracając z sejmu w Piotrkowie zatrzymał się u swej córki w Sokołowie koło Gostynina. Miejsce jego pochowania nie jest dziś znane.
Z małżeństwa z Oporowską, nieznanego imienia, pozostawił syna Jana, późniejszego wojewodę łęczyckiego i córkę Barbarę, zamężną z Feliksem Srzeńskim, wojewodą płockim.

## Przegląd wydarzeń z okresu starostwa bydgoskiego
Stanisław Kościelecki po raz pierwszy dzierżył Bydgoszcz wspólnie z braćmi: Andrzejem i Mikołajem w latach 1475–1493. Po śmierci brata Andrzeja, przejął starostwo bydgoskie w 1515 r. w formie sprzedaży z prawem odkupu wraz z miastami Gniewkowo i Solec, wójtostwem Fordon, poradlnem, stacjami z wsi klasztornych Trzemeszna i Mogilna za 13 tys. florenów węgierskich i 2,48 tys. florenów polskich. Pod jego rządami Bydgoszcz szybko się rozwijała. Starosta dbał o rzemiosło i handel oraz porządek w mieście. W 1523 r. wyjednał u króla Zygmunta I zezwolenie na budowę wodociągów. W 1533 r. wraz z burmistrzem i radą miasta potwierdził statut cechu krawców.
Wspierał finansowo kościół bydgoski. W kwietniu 1515 r. zwolnił konwent Bernardynów od opłaty podatku czopowego, przez okres sześciu lat oraz od warzenia piwa w klasztorze. W 1526 r. ufundował i zbudował ołtarz św. Katarzyny w kaplicy pod wezwaniem św. Anny w kościele parafialnym, a także stalle w chórze wraz z amboną. W 1529 r. wraz z radą miejską był fundatorem kościoła pw. św. Stanisława na Przedmieściu Kujawskim wraz z przytułkiem dla chorych i ubogich. Był też współfundatorem obrazu Matki Bożej z Różą w kościele parafialnym. Być może to jego postać jest odwzorowana na obrazie w lewym dolnym narożniku w postaci klęczącego mężczyzny we wzorzystym płaszczu, z modlitewnie złożonymi rękami.
W 1523 r. król Zygmunt Stary nadał mu za zasługi dom wraz z działką koło Bramy Kujawskiej w Bydgoszczy. Działkę tą wraz z domem król zwolnił od wszelkich podatków, a Stanisław Kościelecki otrzymał do nich prawo dziedziczenia.